# Baltus Koker (1869-1929)
Baltus Koker (Lochem, 5 december 1869 - Amsterdam op 22 juni 1929) was een Nederlandse burgemeester.

## Leven en werk
Koker werd in 1869 in Lochem geboren als zoon van de gemeentesecretaris van Lochem Jan Koker en Margaretha Geertruida van Setten. Hij was een kleinzoon van zijn gelijknamige grootvader Baltus Koker, die van 1857 tot 1866 burgemeester van Broek in Waterland was. Net als zijn grootvader werd ook hij burgemeester. In 1895 werd hij benoemd tot burgemeester van de gemeente Krimpen aan den IJssel. Hij was de eerste burgemeester van de zelfstandige gemeente Krimpen aan den IJssel, zonder Ouderkerk aan den IJssel. Koker trouwde in datzelfde jaar op 22 november in Capelle aan den IJssel met Anna Maria Lans. Uit hun huwelijk werden drie kinderen geboren.
In 1914 raakte hij in de problemen vanwege zijn betrokkenheid bij vleesleveranties via het Rode Kruis aan het Duitse leger. Koker kreeg daarop op zijn verzoek per 1 mei 1915 eervol ontslag verleend als burgemeester van Krimpen aan den IJssel. In datzelfde jaar werd ook zijn huwelijk door echtscheiding ontbonden. 
Koker kwam daarna in de problemen door speculaties in de Surin Oil Company, een maatschappij die olie wilde winnen in Suriname. Koker overleed in 1929 in het Burgerziekenhuis te Amsterdam op 59-jarige leeftijd. Een jaar later werd hij postuum failliet verklaard.
In Krimpen aan den IJssel is de Kokerstraat naar hem genoemd.